# Nieuport X
O Nieuport X, também conhecido como Nieuport X Hydroplane, foi um avião monoplano, monomotor francês em configuração por tração com asas a meia altura, projetado e construído por Édouard Nieuport, em versão de hidroavião, tendo operado entre 1913 e 1915.

## Projeto e desenvolvimento
Como um avião monoplano esportivo de dois e três lugares, seu desenvolvimento, pode-se dizer, seguiu as linhas gerais do modelo Nieuport VI.

## Histórico operacional
Na configuração de hidroavião, o Nieuport X foi utilizado como avião de reconhecimento pela Marinha Francesa.

## Usuários
- França